# Países Bajos en los Juegos Paralímpicos de París 2024
Los Países Bajos estuvieron representados en los Juegos Paralímpicos de París 2024 por un total de 84 deportistas, 44 hombres y 40 mujeres.

## Medallistas
El equipo paralímpico neerlandés obtuvo las siguientes medallas:
| Nombre | Deporte                       | Evento                                       |
| --- | ----------------------------- | -------------------------------------------- |
| Oro |                               |                                              |
| Kimberly Alkemade | Atletismo                     | 200 m T64 femenino                           |
| Lara Baars | Atletismo                     | Peso F40 femenino                            |
| Joel de Jong | Atletismo                     | Salto de longitud T63 masculino              |
| Fleur Jong | Atletismo                     | 100 m T64 femenino                           |
| Fleur Jong | Atletismo                     | Salto de longitud T64 femenino               |
| Ilse Arts Mariska Beijer Carina de Rooij Lindsay Frelink Chèr Korver Bo Kramer Ylonne Post Saskia Pronk Julia van der Sprong Sylvana van Hees Jitske Visser Xena Wimmenhoeve | Baloncesto en silla de ruedas | Torneo femenino                              |
| Caroline Groot | Ciclismo en pista             | 500 m contrarreloj C4-5 femenino             |
| Tristan Bangma | Ciclismo en pista             | Persecución individual B masculino           |
| Marieke van Soest | Ciclismo en ruta              | Contrarreloj T1-2 femenino                   |
| Mitch Valize | Ciclismo en ruta              | Ruta H5 masculino                            |
| Mitch Valize | Ciclismo en ruta              | Contrarreloj H5 masculino                    |
| Tristan Bangma | Ciclismo en ruta              | Ruta B masculino                             |
| Tristan Bangma | Ciclismo en ruta              | Contrarreloj B masculino                     |
| Jetze Plat | Ciclismo en ruta              | Ruta H4 masculino                            |
| Jetze Plat | Ciclismo en ruta              | Contrarreloj H4 masculino                    |
| Daniel Abraham Gebru | Ciclismo en ruta              | Contrarreloj C5 masculino                    |
| Demi Haerkens | Deportes ecuestres            | Doma individual grado IV mixto               |
| Demi Haerkens | Deportes ecuestres            | Doma individual estilo libre grado IV mixto  |
| Chantalle Zijderveld | Natación                      | 100 m braza SB9 femenino                     |
| Liesette Bruinsma | Natación                      | 400 m libre S11 femenino                     |
| Rogier Dorsman | Natación                      | 100 m braza SB11 masculino                   |
| Rogier Dorsman | Natación                      | 200 m estilos SM11 masculino                 |
| Olivier van de Voort | Natación                      | 100 m espalda S10 masculino                  |
| Kelly van Zon | Tenis de mesa                 | Individual WS7 femenino                      |
| Niels Vink | Tenis en silla de ruedas      | Quad individual mixto                        |
| Sam Schröder Niels Vink | Tenis en silla de ruedas      | Quad dobles mixto                            |
| Jetze Plat | Triatlón                      | PTWC masculino                               |
| Plata |                               |                                              |
| Marlene van Gansewinkel | Atletismo                     | 200 m T64 femenino                           |
| Marlene van Gansewinkel | Atletismo                     | Salto de longitud T64 femenino               |
| Kimberly Alkemade | Atletismo                     | 100 m T64 femenino                           |
| Levi Vloet | Atletismo                     | 200 m T64 masculino                          |
| Jennette Jansen | Ciclismo en ruta              | Ruta H1-4 femenino                           |
| Chantal Haenen | Ciclismo en ruta              | Contrarreloj H4-5 femenino                   |
| Vincent ter Schure | Ciclismo en ruta              | Ruta B masculino                             |
| Rixt van der Horst | Deportes ecuestres            | Doma individual grado III mixto              |
| Rixt van der Horst | Deportes ecuestres            | Doma individual estilo libre grado III mixto |
| Sanne Voets | Deportes ecuestres            | Doma individual grado IV mixto               |
| Sanne Voets Demi Haerkens Rixt van der Horst | Deportes ecuestres            | Doma por equipos grado I-V mixto             |
| Liesette Bruinsma | Natación                      | 100 m libre S11 femenino                     |
| Rogier Dorsman | Natación                      | 400 m libre S11 masculino                    |
| Florianne Bultje Olivier van de Voort Chantalle Zijderveld Thijs van Hofweegen                                                                                               | Natación                      | 4 × 100 m estilos (34 ptos.) mixto           |
| Sam Schröder | Tenis en silla de ruedas      | Quad individual mixto                        |
| Diede de Groot | Tenis en silla de ruedas      | Individual femenino                          |
| Diede de Groot Aniek van Koot | Tenis en silla de ruedas      | Dobles femenino                              |
| Bronce |                               |                                              |
| Marlene van Gansewinkel | Atletismo                     | 100 m T64 femenino                           |
| Olivier Hendriks | Atletismo                     | 400 m T62 masculino                          |
| Noah Mbuyamba | Atletismo                     | Salto de longitud T63 masculino              |
| Marieke van Soest | Ciclismo en ruta              | Ruta T1-2 femenino                           |
| Vincent ter Schure | Ciclismo en ruta              | Contrarreloj B masculino                     |
| Martin van de Pol | Ciclismo en ruta              | Ruta C4-5 masculino                          |
| Lisa Kruger | Natación                      | 100 m braza SB9 femenino                     |
| Lisa Kruger | Natación                      | 200 m estilos SM10 femenino                  |
| Jean Paul Montanus | Tenis de mesa                 | Individual MS7 masculino                     |
| Aniek van Koot | Tenis en silla de ruedas      | Individual femenino                          |
| Geert Schipper | Triatlón                      | PTWC masculino                               |
| Nico van der Burgt | Triatlón                      | PTS3 masculino                               |